# Kuusjärvi (sjö i Joensuu, Norra Karelen, 62,48 N, 30,14 Ö)
Kuusjärvi är en sjö i kommunen Joensuu i landskapet Norra Karelen i Finland. Sjön ligger 104,7 meter över havet. Den är 8,1 meter djup. Arean är 59 hektar och strandlinjen är 4,37 kilometer lång. Sjön  ingår i Vuoksens huvudavrinningsområde.   Den ligger omkring 23 kilometer sydöst om Joensuu och omkring 380 kilometer nordöst om Helsingfors. 